# Cuttitta Cup
De Cuttitta Cup is een internationale rugby union-prijs die jaarlijks wordt uitgereikt aan de winnaar van de wedstrijd tussen Italië en Schotland op het Zeslandentoernooi.
De Cuttitta Cup is vergelijkbaar met de Calcutta Cup, een rugbywedstrijd die elk jaar wordt gehouden tussen Engeland en Schotland, en de Millennium Trophy, een rugbywedstrijd tussen Engeland en Ierland. Beide prijzen worden ook betwist tijdens het zeslandentoernooi. De trofee is vernoemd naar Massimo Cuttitta, de vroegere aanvoerder van het rugbyteam van Italië en de scrum coach van het rugbyteam van Schotland, die overleed aan COVID-19 in 2021. Hij was 54.

## Overzicht
| Details      | Gespeeld | Gewonnen Italië | Gewonnen Schotland | Gelijkspel | punten Italië | punten Schotland |
| ------------ | -------- | --------------- | ------------------ | ---------- | ------------- | ---------------- |
| In Italië    | 2        | 1               | 1                  | 0          | 53            | 62               |
| In Schotland | 2        | 0               | 2                  | 0          | 33            | 57               |
| Totaal       | 4        | 1               | 3                  | 0          | 86            | 119              |

## Resultaten
| Jaar | Thuis     | Score   | Uit       | Datum       | Plaats                  |
| ---- | --------- | ------- | --------- | ----------- | ----------------------- |
| 2022 | Italië    | 22 - 33 | Schotland | 12 februari | Olympisch Stadion, Rome |
| 2023 | Schotland | 26 - 14 | Italië    | 18 maart    | Murrayfield, Edinburgh  |
| 2024 | Italië    | 31 - 29 | Schotland | 9 maart     | Olympisch Stadion, Rome |
| 2025 | Schotland | 31 - 19 | Italië    | 1 februari  | Murrayfield, Edinburgh  |